# Піхотна дивізія «Фрідріх Людвіг Ян»
Піхотна дивізія «Фрідріх Людвіг Ян» (нім. Infanterie-Division Friedrich Ludwig Jahn) — дивізія Вермахту, що існувала наприкінці Другої світової війни.

## Історія
Піхотна дивізія «Фрідріх Людвіг Ян» сформована 31 березня 1945 року в ході 35-ї хвилі мобілізації на навчальному центрі Ютербог (нім. Truppenübungsplätzen Jüterbog) у 3-му військовому окрузі на основі залишків 251-ї піхотної дивізії та 7 500 чоловіків 3-ї дивізії Імперської служби праці. Від Імперської служби праці до складу з'єднання увійшло 1 500 осіб рядового та фельдфебельського складу, 2 500 навчених працівників та 3 500 рекрутів служби. Дивізія розгромлена у травні 1945 року та здалась американським військам на Ельбі; однак незабаром її особовий склад був переданий радянським військам.

## Райони бойових дій
- Німеччина (квітень — травень 1945)

## Командування

### Командири
- Генерал-лейтенант Фрідріх-Вільгельм фон Лепер (нім. Friedrich-Wilhelm von Löper) (31 березня — квітень 1945)
- Оберст Кляйн (нім. Klein) (квітень 1945)
- Оберст Франц Веллер (нім. Franz Weller) (квітень 1945)
- Оберст Людвіг Целлер (нім. Ludwig Zöller) (квітень 1945)
- Генерал-лейтенант Фрідріх-Вільгельм фон Лепер (квітень — 8 травня 1945)

### Підпорядкованість
| Час     | Корпус  | Армія       | Група армій (округ) | Штаб   |
| ------- | ------- | ----------- | ------------------- | ------ |
| 1945    |         |             |                     |        |
| квітень | XX-й ак | 12-та армія | Група армій «Вісла» | Ціезар |

## Склад
| 1945                                       |
| ------------------------------------------ |
| 1-й гренадерський полк «Фрідріх Людвіг Ян» |
| 2-й гренадерський полк «Фрідріх Людвіг Ян» |
| 3-й гренадерський полк «Фрідріх Людвіг Ян» |
| Фузілерний батальйон «Фрідріх Людвіг Ян»   |
| Артилерійський полк «Фрідріх Людвіг Ян»    |
| Інженерний батальйон «Фрідріх Людвіг Ян»   |